# Jacques Groenteman
Jacques Groenteman (Amsterdam, 31 oktober 1895 – Auschwitz, september 1942) was een Nederlandse biljarter. Hij nam tussen seizoen 1929–1930 en 1934–1935 deel aan drie nationale kampioenschappen driebanden in de ereklasse. Daarnaast speelde hij in seizoen 1934–1935 een EK en een WK driebanden.

## Deelname aan internationale kampioenschappen
| Nr. | Kampioenschap           | Plaats    | Klassering | Alg. gemiddelde |
| --- | ----------------------- | --------- | ---------- | --------------- |
| 1.  | EK Driebanden 1934–1935 | Amsterdam | 8e         | ?               |
| 2.  | WK Driebanden 1934–1935 | Algiers   | 9e         | ?               |

## Deelname aan Nederlandse kampioenschappen in de Ereklasse
| Nr. | Kampioenschap        | Plaats  | Klassering | Alg. gemiddelde |
| --- | -------------------- | ------- | ---------- | --------------- |
| 1.  | Driebanden 1929–1930 | Haarlem | 6e         | 0,467           |
| 2.  | Driebanden 1930–1931 | Haarlem | 7e         | 0,447           |
| 3.  | Driebanden 1934–1935 | Tilburg | 4e         | 0,477           |